# 1473 az irodalomban
Az 1473. év az irodalomban.

## Megjelent új művek
- június 5.  – Hess András budai nyomdájából kikerül az első magyarországi nyomtatott könyv, a latin nyelvű Budai krónika, eredeti címén: Chronica Hungarorum (A magyarok krónikája)

## Születések
- 1473 – Jean Lemaire de Belges belga (vallon) költő († 1525 előtt)[1]